# Diaspora vietnamienne en Pologne
Les membres de la diaspora vietnamienne en Pologne (en polonais : Wietnamczycy w Polsce ; en vietnamien : Người Việt tại Ba Lan) forment l'une des minorités ethniques de Pologne. La communauté vietnamienne-polonaise est la quatrième plus grande communauté vietnamienne de l'Union européenne, après la France, l'Allemagne et la Tchéquie, bien que ses effectifs soient difficile à estimer, allant de 40 000 à 60 000 représentants (2022),. Les Vietnamiens constituent la plus grande communauté d'immigrants de Pologne qui ne soient pas de culture européenne, et sont souvent perçus par le public polonais comme étant l'une des plus grandes minorités de Pologne ; la vérification factuelle de cette affirmation est difficile en raison du manque de données précises. Bien qu’elle connaisse une réussite économique et soit perçue, avec d’autres immigrants, comme une concurrence sur le marché du travail, la communauté vietnamienne est considérée positivement en Pologne.

## Démographie

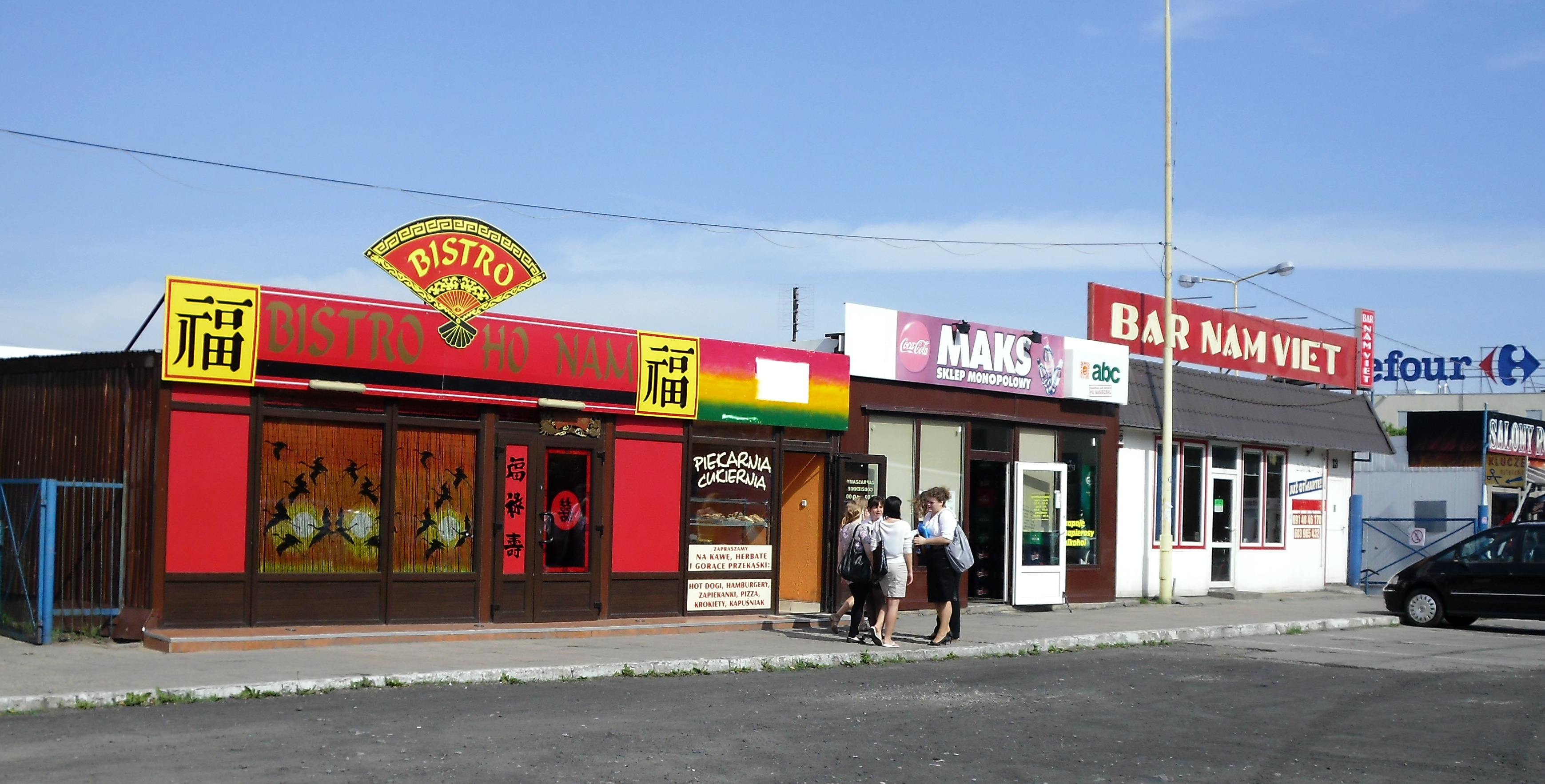
Deux restaurants vietnamiens à Szczecin.

Il n'existe pas de données précises sur le nombre de Vietnamiens en Pologne, car bon nombre d'entre eux, probablement au moins 50 %, sont des immigrants illégaux. Lors du recensement polonais de 2011, 4 027 répondants ont indiqué la nationalité vietnamienne. L'ambassade vietnamienne et les dirigeants de la communauté vietnamienne en Pologne estiment qu'environ 20 000 à 30 000 Vietnamiens pourraient résider en Pologne, bien que le gouvernement polonais ait fixé en 2002 la fourchette supérieure possible à environ 50 000,. Un rapport du gouvernement polonais de 2008 a donné une fourchette de 25 000 à 60 000 ressortissants ; un rapport médiatique de 2012 a également suggéré une fourchette supérieure d'environ 60 000 ressortissants ; tandis qu'un article universitaire de 2014 a fourni une estimation de 35 000, avec une note indiquant que ce nombre était « difficile à estimer ». Comme les Vietnamiens constituent la plus grande communauté d'immigrants de Pologne dont la culture ne soit pas européenne, ils constituent également l'un des groupes d'immigrants les plus visibles de Pologne, ce qui renforce la croyance (fausse) selon laquelle ils constitueraient la plus grande communauté étrangère de Pologne — un titre qui appartient en fait aux migrants issus de l'ex-URSS.
La population vietnamienne-polonaise est concentrée à Varsovie et, dans une moindre mesure, dans d'autres grandes villes du pays.

## Histoire

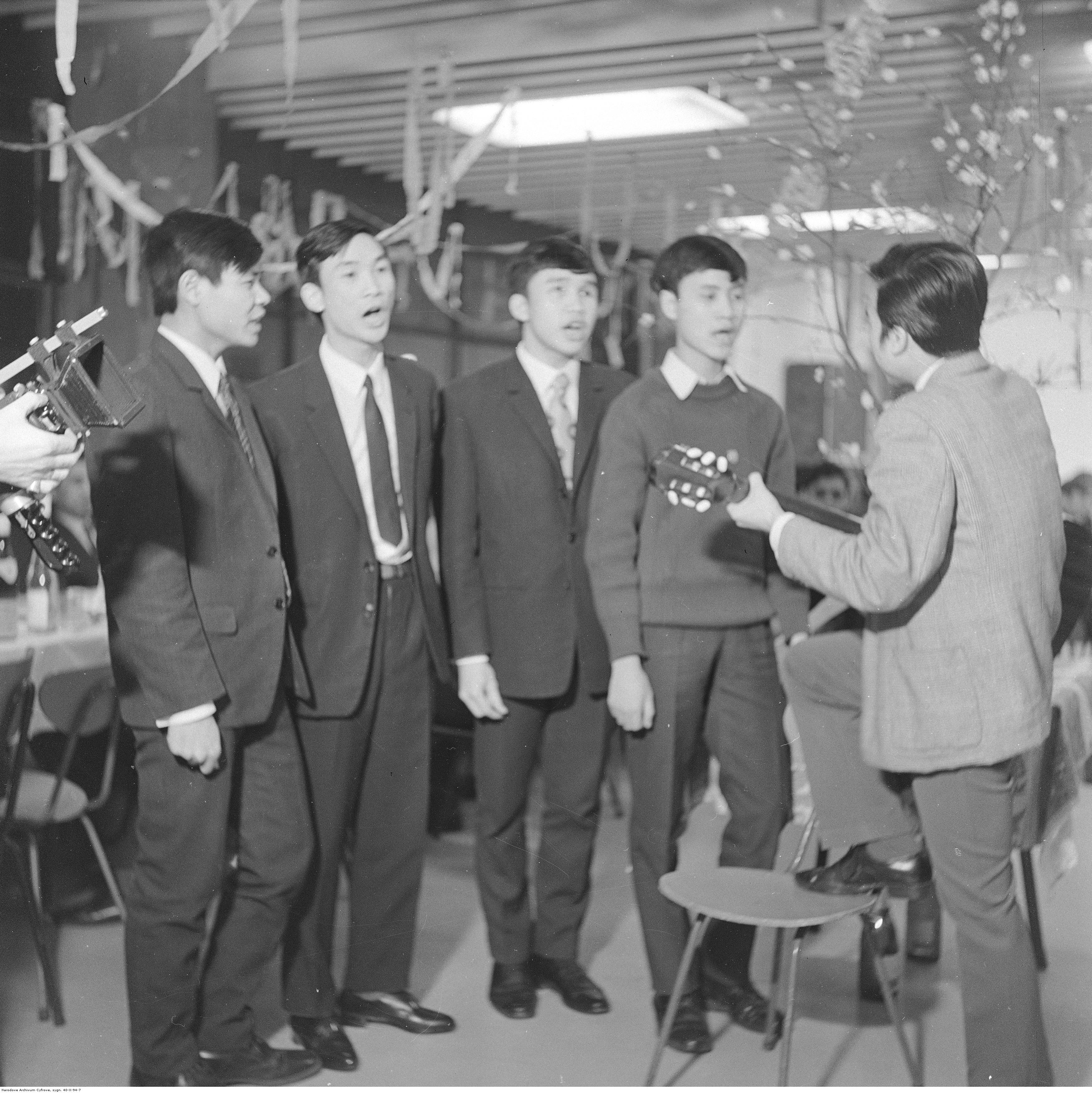
Célébration du Tết par des étudiants vietnamiens à l'Université de Varsovie.

Les relations entre la Pologne et le Vietnam se sont développées à partir des programmes d'échange d'étudiants des années 1950 et 1980, période pendant laquelle la Pologne et le Vietnam étaient des pays communistes,. À la suite de la transition polonaise vers une économie capitaliste en 1990, la Pologne est devenue une destination d'immigration plus attrayante pour la population vietnamienne, en particulier pour les petits entrepreneurs ; cela a déclenché une deuxième vague, plus importante, d'immigration vietnamienne en Pologne,. Beaucoup ont commencé comme vendeurs dans le bazar du marché en plein air du stade du 10e anniversaire, vendant des vêtements ou de la nourriture bon marché ; en 2005, il y avait entre 1 100 et 1 200 stands appartenant à des Vietnamiens dans la région. À la même époque, il y avait environ 500 restaurants vietnamiens à Varsovie, servant pour la plupart de la restauration rapide.
Le stade du 10e anniversaire est considéré comme le centre de la communauté vietnamo-polonaise. La communauté vietnamienne est également desservie par un certain nombre d'organisations non gouvernementales qu'elle gère elle-même.

## Langue

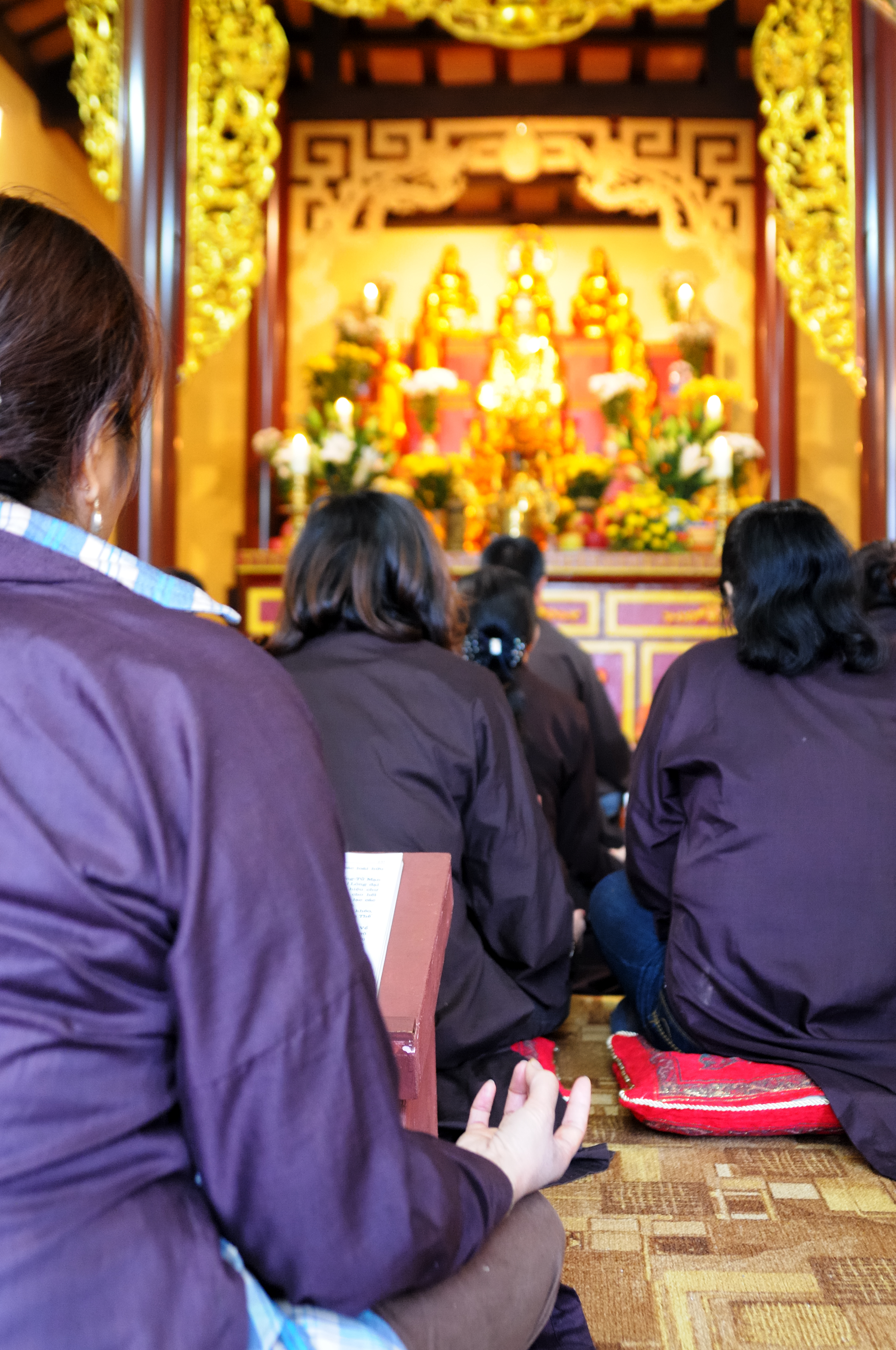
Bouddhistes vietnamiens à Praga.

Bien que l'anglais reste la langue étrangère la plus populaire en Pologne, un nombre croissant d'étudiants s'intéressent à d'autres langues, dont le vietnamien.
En 2007, l'école Lac Long Quan a été ouverte à Varsovie pour enseigner la langue aux enfants vietnamiens et offrir aux adultes vietnamiens travaillant et vivant à l'étranger la possibilité de pratiquer leur propre langue. En plus d'apprendre la langue vietnamienne, les étudiants apprennent également l'art, l'histoire, la géographie, la culture et les coutumes vietnamiennes. De plus, l'école organise des festivals et d'autres événements importants lors d'occasions spéciales comme le Tết, le nouvel an lunaire vietnamien. Plus tard, l'école a ouvert de nouvelles succursales à Raszyn et Wrocław.

## Voir également
- Relations entre la Pologne et le Vietnam
- Bouddhisme en Pologne

### Remarques
1. 1 2 3  (pl) « Wietnamczycy upodobali sobie Polskę. Może być ich 60 tys. w naszym kraju », www.wiadomosci24.pl (consulté le 2 novembre 2015)
2. 1 2  Grzymala-Kazlowska 2002, p. 1
3. 1 2 3 4  Nowicka, p.215
4. ↑  (pl) Maria Kotowska, « Wietnam i Wietnamczycy – Edukacja międzykulturowa » [archive du 5 mars 2016], www.miedzykulturowa.org.pl (consulté le 2 novembre 2015)
5. 1 2 3 4 5 6 7  Grzymala-Kazlowska 2002, p. 7
6. ↑  (pl) Główny Urząd Statystyczny, Ludność. Stan i struktura demograficzno-społeczna, Główny Urząd Statystyczny, janvier 2013, pdf (lire en ligne)
7. ↑  "Grzymala-Kazlowska 2002 7"
8. ↑  « Vietnam Embassy in Poland – Bilateral relations » [archive du 17 novembre 2015] (consulté le 2 novembre 2015)
9. ↑  (pl) SPOŁECZNOŚĆ WIETNAMSKA W POLSCE POLITYKA MIGRACYJNA WIETNAMU, Wydział Analiz Migracyjnych, Departament Polityki Migracyjnej Ministerstwo Spraw Wewnętrznych i Administracji, Warszawa, czerwiec 2007. P.34
10. ↑  Grzymala-Kazlowska 2002, p. 6
11. 1 2  Nowicka, p.216-217
12. ↑  Grzymala-Kazlowska 2002, p. 6–7
13. ↑  Grzymala-Kazlowska 2002, p. 7–8
14. ↑  Grzymala-Kazlowska 2002, p. 8
15. ↑  Foreign language learning boom.
16. ↑  School preserves Vietnamese language, culture in Polish capital.

### Sources
- Aleksandra Grzymala-Kazlowska, The Formation of Ethnic Representations: The Vietnamese in Poland, Sussex Migration Working Papers, 2002, volume 8,
- Ewa Nowicka, Young Vietnamese generation in Poland: caught between a rock and a hard place, Przegląd ZachodniI, 2014, No. II

## Lectures complémentaires
- Łukasz Krajewski et Wojciech Czuchnowski, Vietnam Says, Poland Deports, 28 avril 2008 (lire en ligne)
- Grzegorz Lisicki, Vietnamese Security Police Again Active in Poland, 8 octobre 2008 (lire en ligne)
- Natalia Sosin, Disappearing in the crowd: Vietnamese immigrants in Poland, septembre 2006 (lire en ligne [archive du 30 août 2009])
- Teresa Halik, Migrancka społeczność Wietnamczyków w Polsce w świetle polityki państwa i ocen społecznych/The Migrant Community of the Vietnamese in Poland in the Light of State Policy and Social Assessment, vol. 5, Université Adam Mickiewicz, coll. « Badania Interdyscyplinarne », 2007 (ISBN 83-232-1688-6)
- Teresa Halik et Ewa Nowicka, Wietnamczycy w Polsce: Integracja czy izolacja?, Université de Varsovie, 2002 (ISBN 83-87374-24-5)